# Hans Brachrogge
Hans Brachrogge (ca. 1590 – ca. 1638) var musiker, sanger og komponist ved Christian 4.s hof.
Som med andre personer i den tids danske musikliv vides ikke meget om Brachrogge. Hans fødsels- og dødsår såvel som hans fødested er ukendte. Han kendes faktisk kun fra hofmusikkens regnskaber. Han kom allerede som dreng ind i Kantoriet (hofmusikken), hvor han blev sat i lære hos daværende hoforganist Melchior Borchgrevinck.
Allerede i 1602-1604 blev han for kongelig regning sendt til Venedig sammen med andre af de unge musikere for at lære af Giovanni Gabrieli. Efter læretidens udløb i 1611 fik han fast plads blandt kongens musikere. I 1611-1614 var han dog i England, hvor kongens søster Anne var gift med kong James I og senere igen i Italien.
1619 fik han trykt en samling trestemmige madrigaler, Madrigaletti a III voci første bind, som er den eneste musik af ham, der findes i dag. Der kendes ikke noget bind 2. Fra 1621 fik han løn gennem et kirkeligt embede i Roskilde uden at skulle fungere i det, en tradition, der var overleveret fra den katolske tid. Han står opført i hofmusikkens regnskaber i hvert fald frem til 1635, og er angiveligt død kort derefter.